# Tashlultum
Tashlultum (c. siglo XXIII a. C.) fue esposa del rey Sargón I de Acad. Su nombre es conocido por la arqueología solo por un solo fragmento de un jarrón o tazón de alabastro con una inscripción que indica que fue dedicado al templo por su mayordomo.
A partir de esto, se supone (por falta de información contradictoria) que ella era la reina de Acad y la madre de los hijos de Sargón, Enheduanna, Rimush, Manishutushu, Shu-Enlil e Ilaba'is-takal.